# Histoire de la tuberculose
Pour un article plus général, voir Tuberculose humaine.

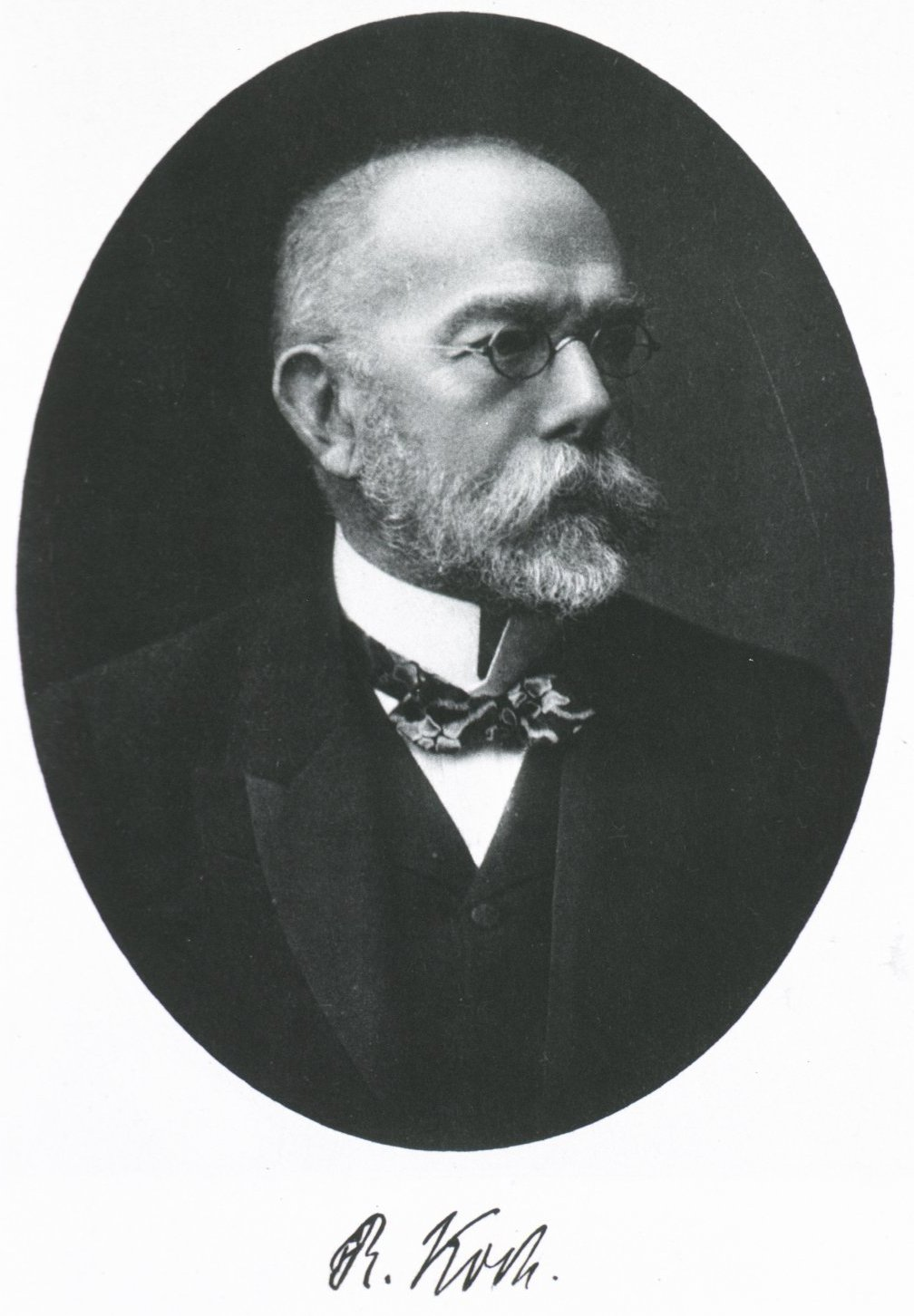
En 1882, le Dr Robert Koch a mis en évidence le bacille tuberculeux.

L'histoire de la tuberculose retrace l'évolution des connaissances sur cette maladie infectieuse, dont l'existence semble aussi ancienne que celle du genre humain, mais dont l'unité nosologique et l'étiologie ne furent établies qu'au XIXe siècle.

## Origines de la maladie
Avant les années 1990, l'hypothèse dominante faisait remonter l'origine de Mycobacterium tuberculosis au néolithique avec la domestication des bovins,, M. tuberculosis se serait séparé d'une souche africaine de M. bovis. Cette hypothèse n'est plus guère défendue depuis le séquençage complet de M. tuberculosis (1998) et des autres mycobactéries.
Des études paléogénétiques (horloge moléculaire) indiquent que M. tuberculosis et bovis ont évolué à partir d'un ancêtre commun présent chez les mammifères et qui aurait infecté les hominidés d'Afrique de l'est, il y aurait trois millions d'années, mais cette datation est controversée. Cet ancêtre commun hypothétique (« M. prototuberculosis » ) aurait coévolué avec ses hôtes pour aboutir aux mycobactéries humaines et animales actuelles.
M. tuberculosis serait issu de la lignée la plus ancienne, la plus proche du progéniteur ancestral des mycobactéries. Cette lignée évolue par délétions (réduction du génome, pas d'échange horizontal de gènes), d'où les divergences successives menant à M. africanum, M. microti, et enfin à M. bovis, la plus récente.
Des modèles statistiques bayésiens appuyés sur l'étude de marqueurs génétiques hypervariables (MIRU) laissent penser que le complexe tuberculosis actuel aurait 40 000 ans, c'est-à-dire qu'il serait apparu lors d'une des migrations humaines hors d'Afrique. Il serait constitué de deux lignées évolutives différentes, (issues de nœuds de l'arbre phylogénétique). La première n'infectant que l'Homo sapiens, la seconde qui serait d'origine animale pouvant aussi infecter l'être humain, mais affectant surtout d'autres mammifères (bovins, caprins, rongeurs…).
Une équipe internationale coordonnée par des chercheurs de l'EPHE et du CNRS vient d'identifier les squelettes humains les plus anciens attestant de l'existence de la tuberculose humaine à des périodes antérieures à la domestication animale dans des sites néolithiques (Syrie),. Ce serait l'humain qui aurait transmis M. tuberculosis à ses animaux domestiques ou commensaux plutôt que l'inverse,(c'est-à-dire que la domestication peut expliquer que des animaux soient touchés par M. Tuberculosis, mais pas que M. Bovis soit l'ancêtre de M. tuberculosis).
La présence de la tuberculose au néolithique est envisagée lors de lésions osseuses tuberculeuses typiques (mal de Pott) sur des restes humains, et ce depuis le début du XXe siècle, correspondant aux débuts de la paléopathologie). Chez des momies égyptiennes et péruviennes, ce diagnostic est renforcé par la présence d'abcès du psoas, caractéristique de la tuberculose vertébrale. Il peut être confirmé par détection d' ADN (PCR) ou d'acide mycolique.
Les nouvelles techniques du XXIe siècle confirment la présence de la tuberculose dans le monde entier, et ce dès la préhistoire, à l'exception de petites populations vivant longtemps isolées comme les polynésiens avant l'arrivée des européens. Ainsi, la plupart des épidémies de tuberculose ne résultent pas de l'introduction de pathogènes étrangers dans une population vierge, mais plutôt des changements (conditions de vie) d'une population-hôte et de son environnement. Ces transformations affectent aussi la coévolution des mycobactéries avec les humains. M. tuberculosis est ainsi considéré comme le germe ayant entraîné le plus de morts dans l'histoire de l'humanité.

## Description

### Premières descriptions cliniques

#### Haute Antiquité
À Babylone, trois mille ans avant notre ère, le Code de Hammurabi mentionne la tuberculose, identifiée par sa palette de symptômes, parmi plusieurs autres maladies,.
L'ADN de M. tuberculosis a été retrouvé dans des momies égyptiennes vieilles de 4 500 ans,, et des références sont faites à la maladie dans le Deutéronome sous le nom hébreu de schachepheth.
Les médecins de la Haute Antiquité n'ayant pas de traitement recourent aux prières et aux rituels magiques, telle l'incantation des médecins en Inde « O fièvre, avec ton frère la consomption, avec ta sœur la toux, avec ton cousin le pâman, émigre vers ces étrangers là-bas ».

#### Écoles grecques et romaines
Dès l’Antiquité gréco-latine, plusieurs auteurs ont décrit une maladie amaigrissante au long cours, dénommée suivant les uns « phtisie » (pour dépérissement), suivant les autres « tabès ». Ainsi Hippocrate (Ve-IVe siècle av. J.-C.) fait-il mention d’infections bronchopulmonaires et pleurales à évolution très lente, parmi lesquelles les consomptions d’origine thoracique occupent une place très importante. Il en dresse les symptômes, tels que l'amaigrissement progressif, la langueur, la toux et la présence de sang dans les crachats. Il décrit aussi les autres formes de tuberculose, comme la forme osseuse et la forme ganglionnaire. Par la suite, Galien (IIe siècle apr. J.-C.) et Caelius Aurelianus (Ve siècle) distinguent également plusieurs des aspects cliniques de la maladie. Les lignes qu'Arétée de Cappadoce (fin du IIe siècle) consacre à la pathologie pleuropulmonaire le font considérer comme le premier des pneumo-phtisiologues.
Les médecins antiques appliquent la théorie des signatures et font des prescriptions de broyat de poumon de mammifère (loup, cerf, renard, sirop de mou de veau) et de plantes dites pulmonaires à cause de leur forme.

#### École arabo-musulmane
Avicenne a consacré un chapitre entier de son Canon à la tuberculose pulmonaire, décrivant le premier les hémoptysies massives comme un risque des stades avancés de la maladie, et pouvant entraîner la mort. Il décrit trois stades à la tuberculose : pré-inflammatoire, ulcératif et caverneux.
Ces descriptions initiales n’ont guère subi de modifications notables jusqu’au début du XIXe siècle.

#### Écoles européennes de la Renaissance aux Lumières
La lésion unitaire de la tuberculose, le tubercule, a été découverte de manière indépendante par Franciscus de le Boë Sylvius et Richard Morton.
En 1679 parait l'ouvrage Opera Medica, de Franciscus de le Boë Sylvius. L'auteur y établit un lien direct, chez les patients tuberculeux, entre les nodules pulmonaires et la maladie elle-même (alors appelée « consomption »). Sylvius nomme ces nodosités « tubercules », vocable déjà en cours dans le lexique médical depuis Celse pour désigner toutes les productions morbides se présentant sous l'apparence de nodosités ou de petites tumeurs circonscrites (du latin : tuber, tumeur).
En 1733, Pierre Desault (1675-1737), chirurgien à Bordeaux, fait paraître un Essai sur la phtisie où il affirme notamment que la lésion fondamentale de la phtisie est le tubercule, s'opposant ainsi à Morton qui définit la maladie par l'existence de l'ulcère. Mais il est encore un des premiers à signaler la parenté entre la phtisie pulmonaire et les formes extra-pulmonaires qui portent sur les ganglions cervicaux (« Les causes de la phtisie et des écrouelles ont une parfaite ressemblance, soit dans leur naissance, soit dans leurs progrès, de manière qui peut être nommée la phtisie l’écrouelle du poumon. »). Desault ne manque pas de proposer un remède prétendument infaillible, à base d'extraits hépatiques.
En 1761, Jean-Baptiste Morgagni publie à Venise son traité d’anatomie pathologique clinique.
En 1808, Jean-Nicolas Corvisart (1755-1821) fait connaître en France par sa traduction, Inventum Novum, les travaux de Leopold Auenbrugger (1722-1809) sur l’exploration du thorax par la percussion, travaux qui n'avaient eu que peu d'écho depuis leur première publication, en 1761. Bayle et Laennec vont être élèves de Corvisart.

#### École anatomoclinique
En 1810, Gaspard Laurent Bayle publie son ouvrage intitulé Recherches sur la Phtisie Pulmonaire, résultat de l'observation minutieuse de neuf cents autopsies, chacune comparée aux observations cliniques consignées du vivant du malade. Son apport est de considérer les tubercules, non pas comme le résultat, mais comme la cause de la maladie. Il ne réussit pas à englober dans une seule catégorie nosologique les diverses formes qu'il observe : il en distingue six, dont une seule mérite à ses yeux d'être considérée comme véritablement tuberculeuse.
En 1818, René Laennec invente le stéthoscope qui va grandement faciliter le diagnostic de la tuberculose. En 1819, il distingue cette maladie des autres affections pulmonaires. Laennec reconnaît le caractère infectieux de la phtisie. Il en décrit la matière grise et semi-transparente qui devient jaune-opaque et ensuite purulente, mais il en ignore toujours le caractère contagieux.
En 1839, le médecin allemand Johann Lukas Schönlein rassemble en une description unifiée les manifestations cliniques disparates de la maladie. Jusqu'alors, « phtisie » et « tuberculose » étaient souvent considérées comme deux entités, voisines mais distinctes. Si Schönlein forge en 1834 le terme de tuberculose, composé d'un nom latin et d'une terminaison grecque, la littérature médicale, tout comme le langage commun, continuera d'utiliser indistinctement, jusqu'au début du XXe siècle, les termes de « phtisie », « consomption » et « tuberculose ».
La maladie est alors considérée comme incurable. Le médecin britannique James Clark déclare ainsi en 1829 que « en ce qui concerne le traitement de la consomption, nous devons admettre la vérité humiliante, qui est que nous n'avons aucune raison de penser que les médecins de l'époque actuelle réussissent mieux que leurs prédécesseurs d'il y a dix, non, vingt siècles,. »
En 1895, un décès sur huit au Royaume-Uni de Grande-Bretagne et d'Irlande est directement lié à cette maladie 

### Apparition des examens complémentaires

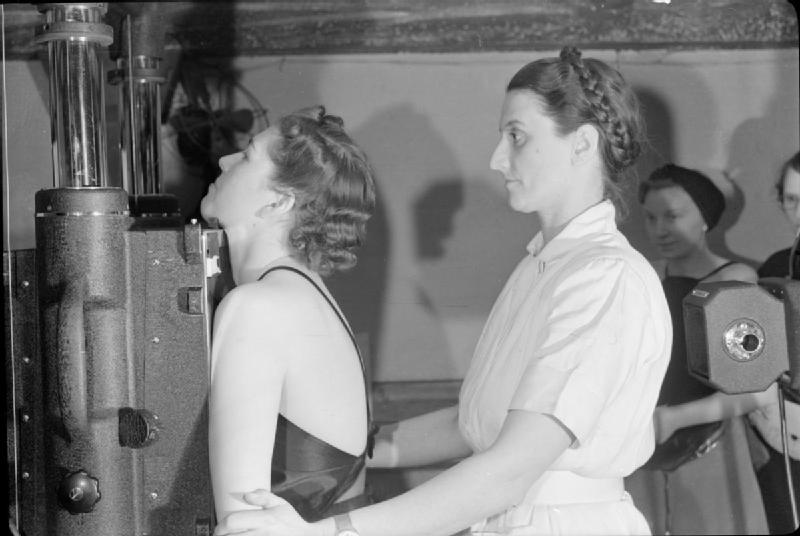
Dépistage de la tuberculose par Rayons-X en Angleterre en 1943.

En 1895, Wilhelm Röntgen découvre les rayons-X qui deviennent quasi immédiatement l'outil de base de la détection de la tuberculose. En Italie par exemple, Carlo Forlanini réalise les premières radiographies pulmonaires dès 1896. En France, Antoine Béclère, immédiatement convaincu de l'utilité de cette technique, installe à ses frais un appareil de radioscopie dans son service de l'hôpital Tenon en 1897. Dès 1897 encore, Kelsch conduit le premier examen radiologique systématique pulmonaire à l'hôpital militaire Desgenettes de Lyon.
Au congrès de Paris de 1905, MM. Moeller, Lôwenstein et Ostrowsky proposent une nouvelle méthode de diagnostic de la tuberculose pulmonaire par la tuberculine de Koch.
En 1908, Charles Mantoux présente sa première étude sur les injections intradermales devant l'Académie des sciences. Dans les années qui suivent, ce test de dépistage sérologique de la tuberculose, dès lors appelé test Mantoux, remplace le test sous-cutané.

## Découverte du mode de transmission

### Hérédité ou contagion?
Dès l'Antiquité, dans les traditions grecques et romaines, deux théories s'opposent sur l'origine de la maladie, considérée comme héréditaire par les uns, alors que pour d'autres, comme Aristote, elle est d'origine contagieuse.
En revanche, dans l'école arabo-musulmane, aussi bien Avicenne qu'Ismail Jorjani décrivirent la tuberculose comme contagieuse,. 
Au milieu du XVIe siècle, Girolamo Fracastoro se fait le précurseur d'une théorie moderne de la contagion. Dans son poème De Contagione et Contagiosis Morbis paru à Venise en 1546 et qui traite de la grande vérole et d’autres maladies infectieuses, tout en admettant que certaines formes puissent être héréditaires, il exprime l'opinion que la phtisie est une maladie contagieuse, générée de surcroît par des germes invisibles qu'il appelle seminaria contigionis. En outre, il admet une sorte de génération spontanée de ces semences contagieuses. Cette hypothèse du caractère contagieux de la maladie n'a que peu d'écho immédiat ; seuls Giovanni Ingrassia et Prospero Alpini l'adoptent. En Europe du Sud cependant, et ce dès 1621, des mesures réglementaires et prophylactiques seront prises par différentes cités pour contrôler la contagion.
En 1689, Richard Morton publie Phthisiologia, seu exercitationes de Phthisi, tribus libris comprehensae ; la version en langue anglaise paraîtra en 1720.
En 1720, Benjamin Marten publie A New Theory of Consumptions: More Especially of a Phthisis or Consumption of the Lungs. En s'appuyant sur Morton, il y suggère le caractère contagieux de la tuberculose, générée, suppose-t-il encore, par un animalcule. Bien que l'ouvrage connaisse une deuxième édition en 1722, il ne semble pas être pris en considération par les contemporains. Aucune référence, tout au moins directe, n'est trouvée à ses travaux dans la littérature médicale de l'époque.
En 1790, Jean-Baptiste Huzard pressent le caractère contagieux de (ce qui ne s’appelle pas encore) la tuberculose et émet l'hypothèse d'une identité entre la maladie humaine et la maladie animale.

### Premières expérimentations scientifiques
En 1846, H. P. F. Klencke démontre expérimentalement la contagiosité de la tuberculose. Sa découverte passe inaperçue à l'époque, mais c'est elle qui inspirera Koch.
De 1865 à 1868, le médecin Jean-Antoine Villemin reproduit chez les animaux (lapins, cobayes) les lésions de la tuberculose humaine, par inoculation de tissu altéré humain. Il peut ainsi affirmer que cette maladie, de nature jusqu'alors inconnue, est due à un microbe invisible par les moyens techniques de l'époque. Il en conclut que les individus peuvent s'en protéger par des mesures visant à éviter la contagion.
Ainsi, en 1867 déjà, la tuberculose peut être qualifiée de maladie contagieuse lors du premier congrès international de spécialistes médicaux organisé à Paris.
En 1868 Auguste Chauveau transmet la tuberculose bovine d'une génisse à une autre par ingestion ; il transmet la tuberculose humaine à un veau par ingestion également.
En 1869, en soumettant des animaux de laboratoire à des expectorations desséchées et pulvérisées, Villemin montre encore que la transmission se fait par la voie aérienne. Ses conclusions se heurtent à une forte opposition, en France notamment. Elles inspirent cependant des travaux comme ceux d'Edwin Klebs, Julius Cohnheim, Carl Salomonsen et Tappeiner qui, avant la mise en évidence du Bacille en 1882, comme en témoignera Koch lui-même, aboutissent à établir de façon indubitable la contagiosité de la maladie.

### Découverte du bacille de Koch
En 1882 enfin, à la suite des travaux de Pasteur, Robert Koch met en évidence le bacille tuberculeux à partir de lésions humaines : le 24 mars 1882, il communique d'abord à la Société de Physiologie de Berlin une note sur la recherche et la culture du Bacille de la tuberculose ; le 10 avril, il publie dans le Berliner klinische Wochenschrift un mémoire sur l'étiologie de la tuberculose qu'il rapporte à un bacille décelé dans les crachats et les lésions tuberculeuses humaines d'après une méthode spéciale. Presque immédiatement, Paul Ehrlich, un de ses élèves, propose une autre méthode de teinture plus rapide et plus sûre. Le microorganisme décelé par les méthodes de coloration appropriées a une forme invariable en bâtonnet [d'où la dénomination de bacille, « petit bâton »]. Dès leur apparition, les communications de Koch soulevèrent des objections qui n'en contredisent pas les faits essentiels mais tendent à en limiter les conclusions trop rigoureuses. Koch y répond d'abord en 1883 dans le no 10 du Deutsche medic. Wochenschrift. En 1884, dans « les Communications de l'Office de Santé impérial », Koch fait une présentation plus complète des résultats de ses recherches dans un mémoire intitulé « l'étiologie de la tuberculose ». Les difficultés de l'obtention d'une première culture, la lenteur et l'insuffisance du développement font alors dire à Koch « qu'il n'y a pas à espérer que la culture du Bacille de la tuberculose joue un très grand rôle » dans l'étude de cette maladie. (Baumgarten conteste à Koch la priorité de sa découverte).
À l'époque, la tuberculose est la cause d'un décès sur sept en Europe.
Plusieurs années après cette découverte, le mode de transmission de la tuberculose demeure pour beaucoup un grand mystère, et si l'existence même du bacille est très vite largement acceptée, certaines oppositions persistent, comme celle de Virchow qui, au soir de sa vie en 1902, parle encore de « ce soi-disant germe tuberculeux ». Les relations entre tuberculose bovine et tuberculose humaine seront par exemple un sujet de débat. L'opinion de Koch lui-même connaît sur ce point une évolution : professant d'abord que la tuberculose de l’humain, des bovins, du singe, du cobaye, du lapin et de la poule est causée par une même bactérie, il fait finalement état de différences entre le bacille humain et le bacille bovin, en 1901, à l'occasion du Congrès de Londres sur la tuberculose, et ce d'après des observations qui lui ont été rapportées par Theobald Smith.

## Traitements

### Traitements empiriques
Les médecins romains comme Celse puis Arétée de Cappadoce et Galien préconisaient un régime riche à base de lait, associé à un voyage maritime et un changement d'air, l'Afrique du Nord étant recommandée.
Durant le Moyen Âge européen, les écrouelles (tuberculose ganglionnaire) étaient considérées guérissables par le toucher des rois de France et d'Angleterre, tandis que les chirurgiens et les barbiers incisaient les abcès qu'elles causaient. Les médecins de l'école de Salerne conseillaient en revanche l'application d'emplâtres de bile de porc ou de figues sur les écrouelles. Dans le cas de la phtisie, cependant, les recommandations des anciens médecins romains étaient toujours appliquées.
Durant les années 1700 et 1800, la saignée, les sangsues et la purge ont été tour à tour recommandées.

### Premières approches scientifiques
En 1827 (ou postérieurement à 1832), Karl von Reichenbach préconise le recours à la créosote, traitement qui connaît alors une certaine popularité. Au XIXe siècle, l'huile de foie de morue, l'acide acétique en massages, la teinture de cantharidine, le sulfate de cuivre en comprimés et la morphine ont également été utilisés à travers l'Europe. Le changement d'air et les voyages étaient toujours recommandés.

### Création des sanatoriums
En 1854, le naturaliste et médecin allemand, élève de Schönlein Hermann Brehmer, guéri d'une tuberculose après un séjour dans l'Himalaya, publie une thèse intitulée La tuberculose est un mal curable. Il s'y fait l'avocat de cures dans des établissements tels que celui qu'il crée, dès la même année 1854, à Gorbersdorf, où les malades doivent bénéficier du bon air, d'exercices physiques et d'une alimentation équilibrée. Rejetées au début par l'élite médicale, ces idées finissent par s'imposer partiellement, et s'ensuit le développement des sanatoriums (où le repos se substituera à l'exercice physique préconisé par Brehmer),. Il faut rappeler que, dès 1820, Sir James Clark prônait les cures d'air, notamment dans des contrées méridionales, tandis que George Bodington avait proposé dès 1840 de mettre ces cures à la portée des moins fortunés en construisant les hôpitaux, à proximité des villes certes, mais à la campagne.

### Pneumothorax thérapeutiques et chirurgie
En 1894, Carlo Forlanini met au point la première méthode thérapeutique invasive avec le pneumothorax artificiel intrapleural : par une injection d'air dans la cavité thoracique, entraînant la rétraction du poumon infecté, il obtient une amélioration de la maladie. Cette technique, expérimentée sans succès dès 1819 par James Carson et que Forlanini avait déjà envisagée dans une publication de 1882, rencontre d'abord l'incrédulité de la communauté scientifique, sans doute du fait de premiers résultats peu satisfaisants. La publication de ses recherches en 1906 par Forlanini dans le Deutsche Medizinische Wochenschrift conduit toutefois à l'adoption de cette technique, entretemps préconisée aux États-Unis par John Benjamin Murphy.
En 1919, Alfred Boquet et Léopold Nègre démontrent que l'extrait méthylique du bacille tuberculeux peut ralentir la marche de l'infection tuberculeuse. Connu sous le nom d'antigène méthylique, cet extrait sera utilisé dans les laboratoires pour déceler et titrer les anticorps tuberculeux ; il sera aussi utilisé dans le traitement de certaines formes de tuberculose humaine. Cette méthode a été adaptée au traitement de la Tuberculose chez l’humain par le service d'Henri Nouvion du sanatorium de Champrosay (Hôpital Joffre-Dupuytren).

### Apparition des antibiotiques
En 1939, Noël Rist et ses collaborateurs du laboratoire de chimie thérapeutique d'Ernest Fourneau, à l'Institut Pasteur, mettent en évidence une certaine action inhibitrice de la sulfone-mère, in vitro sur le bacille tuberculeux et in vivo sur la tuberculose du lapin, du cobaye et des oiseaux. En 1940, Gerhard Domagk découvre l'action antituberculeuse des thiosemicarbazones.
En 1941, H. Corwin Hinshaw et William Feldman annoncent avoir trouvé une substance, la promine, qui pourrait affaiblir in vivo le bacille tuberculeux. L'arrivée des antibiotiques – et en premier lieu de la streptomycine que Feldman contribua d'ailleurs à développer – mit un terme aux essais cliniques du Promin et d'un de ses dérivés, le Promizol.
En 1940, Selman Waksman découvre l'action antituberculeuse de l'actinomycine puis, en 1942, de la streptothricine. Ces antibiotiques ne peuvent toutefois être utilisés en thérapeutique humaine ou vétérinaire du fait de leur trop grande toxicité. En 1943, Waksman découvre enfin la streptomycine qui permet, un an plus tard, la première guérison par antibiotique d'un malade gravement atteint de tuberculose. En 1946, la streptomycine est mise à disposition des Français. Très tôt – si ce n'est immédiatement – les scientifiques se rendent compte de certaines limites des antibiotiques en général et de la streptomycine en particulier, le taux élevé de mutation de M. Tuberculosis provoquant l'apparition de souches résistantes. En 1948, a lieu le premier essai clinique randomisé de l'histoire de la médecine : l'épidémiologiste Austin Bradford Hill montre la plus grande efficacité de la streptomycine sur la collapsothérapie.

## Prévention

### Santé publique

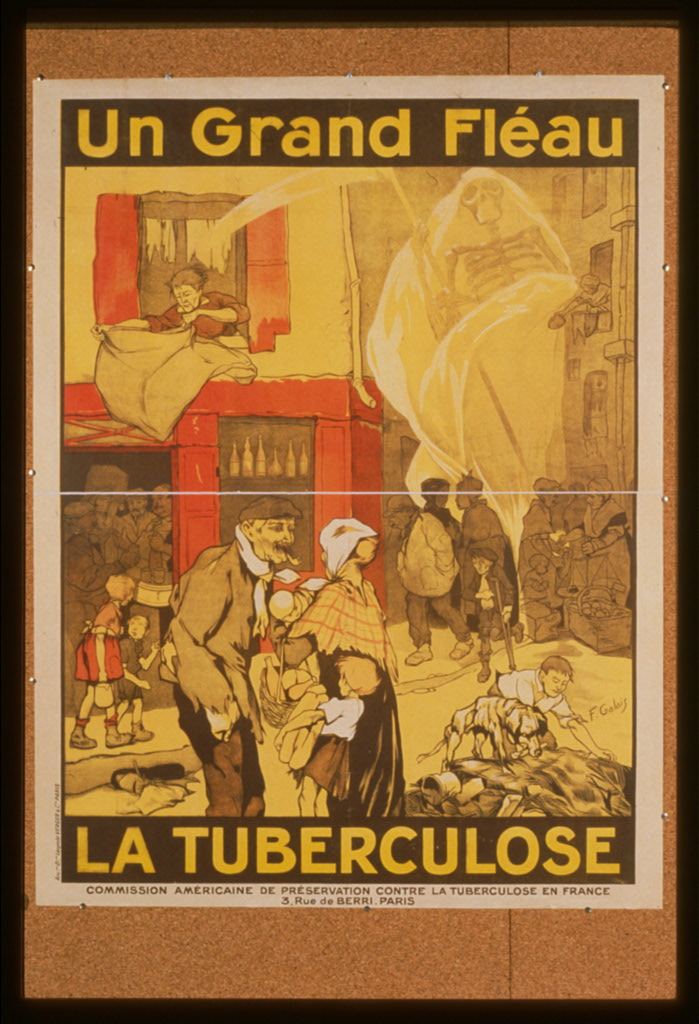
Une campagne de prévention contre le fléau que représente la « peste blanche » s'affiche sur les murs en 1917.

En 1891, Arthur Armaingaud fonde la Ligue antituberculeuse française, ou Ligue contre la tuberculose, mouvement d'éducation populaire insistant sur les moyens d’éviter la propagation de la maladie. D'abord créé à Bordeaux, ce mouvement gagne toute la France et inspirera des réalisations à l'étranger.

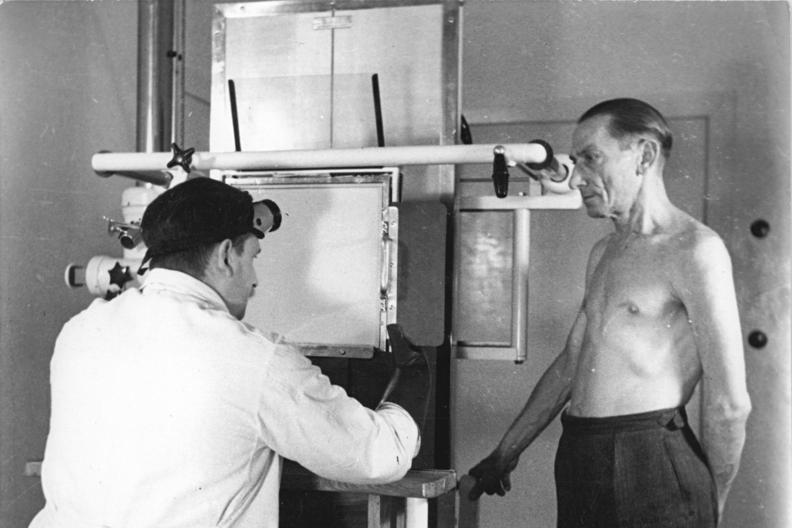
Diagnostic de la tuberculose en 1951 en RDA.

En 1903, Jacques-Joseph Grancher crée L'Œuvre de préservation de l'enfance contre la tuberculose, qui se propose de placer les enfants à la campagne afin de les préserver de la maladie qui affecte leur famille. Avec le soutien des pouvoirs publics, L'Œuvre Grancher, comme cette association est communément appelée, est étendue à tous les départements de France sous la forme de filiales autonomes animées par des médecins. Cette même année 1903, Niels Ryberg Finsen reçoit le prix Nobel de physiologie ou médecine en reconnaissance de ses contributions au traitement des maladies par la lumière et, notamment, au traitement par cette méthode de la tuberculose cutanée (Lupus vulgaris).
La loi du 15 avril 1916 marque le début de l'intervention de l'État français en matière de prévention : sous la pression de l’épidémie de tuberculose sévissant dans les troupes engagées sur le front, cette loi, dite « loi Léon Bourgeois », impose la création, sur l’ensemble du territoire, de dispensaires semblables à celui créée par Albert Calmette à Lille ; en outre, elle favorise le développement d’une éducation sanitaire, structurée avec l’aide de la Mission américaine Rockefeller. En 1919, la loi Honnorat oblige chaque département à édifier un sanatorium public ou à passer un accord avec un autre département.
En 1920, création de L’Union internationale contre la tuberculose et les maladies respiratoires.
En 1925 est lancée en France la première campagne nationale du timbre antituberculeux, qui connaît immédiatement un grand succès populaire.
En 1935 est introduite l'exérèse chirurgicale (lobectomie, pneumonectomie).
En 1993, l’OMS déclare que la tuberculose est une urgence mondiale.

### Vaccination
Le 4 août 1890, à Berlin, à l'occasion du Dixième Congrès international de médecine, Koch annonce, sur la base d'expériences effectuées sur le cobaye, la découverte d'un traitement à la fois prophylactique et thérapeutique contre la tuberculose. D'abord appelé « lymphe de Koch », ce traitement, dont la composition est d'abord tenue secrète, suscite d'immenses espoirs. Des guérisons spectaculaires sont d'abord rapportées, notamment par des médecins allemands ; bientôt toutefois, des complications sont reconnues et des guérisons réévaluées. Le 15 janvier 1891, Koch dévoile la composition de sa lymphe : « un extrait glycériné tiré des cultures pures du bacille de la tuberculose ». Abandonnée en thérapeutique, cette lymphe, rebaptisée tuberculine, servira sous d'autres modalités à des fins diagnostiques. Aux États-Unis, Karl et Silvio Von Ruck tenteront malgré tout de promouvoir un vaccin préventif à base de tuberculine ; les autorités sanitaires s'y opposeront.
Le Vaccin bilié de Calmette et Guérin a été développé au début des années 1900. L'année 1921 est celle de la première vaccination d'un être humain par le BCG. En 1930 a lieu le désastre de Lübeck.
En Italie, pendant quelques décennies, le concurrent italien du vaccin antituberculeux français vaccin BCG était le Vaccin diffusant Salvioli (acronyme VDS) utilisé de 1948 à 1976. Il a été préparé par le professeur Gaetano Salvioli (1894-1982) de l'Université de Bologne.

## XXIesiècle
En 2010, pour la première fois, une baisse du nombre des nouveaux malades a été enregistrée avec 8,8 millions de cas (contre 9 millions en 2005), soit près de 400 000 décès de moins par rapport à 2003. Selon les prospectivistes de la santé, la mortalité pourrait encore diminuer de 50 % d’ici à 2015, notamment grâce à un nouveau test de diagnostic rapide de la tuberculose reconnu à la fin de 2010 par l'OMS. D'autre part, près de 9 patients sur 10 guérissent (50 millions de succès thérapeutiques et 7 millions de vies sauvées en 15 ans), mais Ban Ki-Moon, Secrétaire général de l'ONU, invite la communauté internationale à rester vigilante, car des formes résistantes de tuberculose sont apparues ; par ailleurs les plus démunis restent encore très vulnérables à cette maladie, notamment en Afrique, où la tendance reste à la hausse. En 2010, de nombreux cas ont été constatés dans le département français de la Seine-Saint-Denis par les services sanitaires. En 2009 la tuberculose a tué, selon les estimations, 1,7 million de personnes, tandis que 9,4 millions de personnes développent chaque année une tuberculose évolutive, comme rappelait l'OMS en 2010.